# Drum național 15E
Der Drum național 15E (rumänisch für „Nationalstraße 15E“, kurz DN15E) ist eine Hauptstraße in Rumänien.

## Verlauf
Die Straße zweigt in der Stadt Târgu Mureș (Neumarkt am Mieresch) vom Drum național 15 (Europastraße 60) nach Nordwesten ab und führt über Ceaușu de Câmpie, Râciu und Sânpetru de Câmpie nach dem Dorf Satu Nou, wo sie auf den Drum național 16 trifft und an diesem endet.
Die Länge der Straße beträgt rund 46 Kilometer.